# 林毅夫叛逃事件
林毅夫叛逃事件，發生於1979年5月16日，中華民國陸軍上尉連長林毅夫，由金門泅海叛逃至中國大陸的事件，中華民國國防部對其發布永久通緝令。

## 事件經過
1979年2月16日，林正誼成為陸軍金門防衛司令部步兵第二八四師第八五一旅第五營第二連連長（馬山連連長），軍階上尉。馬山位於金門主島的東北角，距中國大陸的中國人民解放軍據點角嶼僅約2公里，是中華民國國軍前線的最前哨，可以掌握福建白河口、小嶝角、刀嶼、大伯嶼、小伯嶼等第一線解放軍的動態。馬山還設有對大陸心戰喊話的播音站，因此馬山連連長經常要向到前線視察的長官和外賓們簡報，只有最優秀的基層軍官才能出任馬山連連長，由此也可見時任中華民國總統蔣經國對林正誼這位台籍青年的提攜眷顧之隆。
1979年5月16日夜，從台灣探家回到金門約一週後，林正誼身上攜帶軍籍證明及有關資料，從金門泅海約2公里到廈門，投奔中國人民解放軍。
下列部分內容主要源自于台灣作家管仁健《搶救台灣的「雷恩大兵」》一文中的描述。

### 陸軍金門防衛司令部調查報告
陸軍金門防衛司令部調查報告指稱，林毅夫一開始很排斥被派任為馬山連連長，覺得像是被利用。1979年4月26日，林毅夫從台灣休假返金，情緒明顯不穩定，曾表示希望能回陸軍軍官學校兼課教書，也對沒有被排入培英案考試感到很失意。軍方事後在調查報告評論，林毅夫自視甚高，性格急功近利，才會有見異思遷之舉。
根據軍方調查，5月16日晚間，林毅夫穿著由連長保管的救生衣，趁著大退潮游泳到金廈之間的角嶼投敵。軍方透露，角嶼距離馬山連2,130公尺，那天的退潮恰好是當年最大的一次退潮，兩端的海底幾近浮現，可以踩著海底走上一段，真正需要游泳的距離並不長，不到二小時就能到角嶼，水文因素讓林毅夫叛逃成功機率大增。調查報告指出，5月14日林毅夫巡查海岸班哨時曾嚇唬班兵，遇到共軍水鬼，如果對方沒招惹，就不需要開槍；他還在5月16日上午向連上文書兵廖振柱索取潮汐表查閱，而根據潮汐表，當天下午四時滿潮，晚間十時退潮。
軍方表示，當晚最後見到林毅夫的人是連上文書兵童進耀，他在晚間8時30分於伙房向連長林毅夫報告將到營部接新兵，但當他在晚間9時30分接到新兵想向連長報告時，林毅夫已不在寢室，研判林毅夫叛逃時間應該就在這一個小時之內。馬山連內部搜索未果，17日零時上報師部，師長周仲南少將指派副師長劉國嶼前往仍然找不到人，後來在馬山連陣地前緣斜坡雷區內，一條通往海邊的小路找到一雙寫有「連長」的球鞋，這也是軍方研判林毅夫可能叛逃的證據之一。

### 本人說法
1980年，林毅夫写给在日本东京的表哥李建兴转交的家信中谈到了他由金门游过海峡逃离台湾到中國大陸的动机。
2010年，林毅夫接受《紐約客》雜誌採訪時表示，在金門時，他的想法已經經歷一場劇變，只想著：我想讓中國富強，但是絕大部分中國人都住在中國大陸；所以，如果我到大陸，可以有更大的貢獻。林毅夫也首度說出泅海游往大陸的經過，他用自由式游了近三個小時，上了岸，因認為海灘必埋有地雷，不敢擅自走動，便用手電筒打信號，解放軍駐防部隊派出一名士兵逮捕他。
2012年4月，林毅夫回憶當年「叛逃」事件談及外界稱他為“現代吳三桂”，對他有兩大質疑，一個是「傷害很多人」，另外則是「攜帶機密文件到對岸」。
1. 林毅夫表示：「當時政府以人間蒸發的方式把影響降到最低，原先的營長高華柱仕途未受影響，離開時的營長侯金生也正常退伍，旅長、師長也從中將、上將退伍」，並認為「選擇1979年5月16日離開，是很困難的選擇，因為女兒尚未出世。」他表示，「我在2月16日離開高營長（高華柱），因為當時規定一個人離開三個月，過去的長官不負政治責任，到任不到三個月，當時的長官也不用負責；選擇當天離開，兩位長官因此沒事。」[10][11]
2. 林毅夫憶述，當時到大陸只帶兩種東西，一個是能證明他是中華民國軍官的證件，另外則是水壺、救生衣等救生用品，沒帶四顆籃球和機密文件渡海。並略為激動的說：「有沒有帶機密文件，兩邊國防部都可以查。此外，他服役的連上沒有四顆籃球，而且游泳怎麼馱著四個籃球，重點是連上並沒有那些機密文件。」[10][12]

### 其他相關
同是国立台湾大学校友的鄭鴻生也認爲，林毅夫「雖然對國府的幻想破滅，但並沒有失去對臺灣前途的關切，而他新認識到的臺灣前途卻是在於中國的統一。......，這也是他當時冒著九死一生游到對岸的心志所在」。當時就讀台大哲學系、也參與校園運動的鄭鴻生表示，他相當程度可以理解林毅夫入伍之後的驚人之舉；當過兵的人，或多或少體會過軍隊體制的腐敗與落後，熱血青年林毅夫受到的衝擊肯定更大，「那個年代，對國民黨理想破滅的人多得是，有人加入黨外，那他在部隊裡怎麼辦？他有個機會在前線。」
有傳聞「林毅夫當年叛逃後，直屬營長侯金生因受到責難而自殺」。2002年5月31日，侯金生本人即已出面澄清自己並沒有自殺，《今日新聞》報道：「侯金生表示，林毅夫當年是國家刻意栽培的軍官，所以大家對他印象相當深刻，正當林毅夫前途看好之際，卻叛逃到大陸，造成社會各界一片嘩然，當年年僅34歲就任營長的侯金生，在林毅夫叛逃三個月後就退役，不過，侯金生澄清，林毅夫『失蹤』後，他本人沒有遭到任何壓力或責備，相關連的軍士官也無人受罰，甚至連申誡都沒有，大家可以調閱當年的考勤資料就可證實。當年是自己申請退休，和林毅夫的案件沒有關連。」
有同樣由台大轉軍校發展背景的學弟陳憲良，為林正誼叛逃事件所累，被軍方暗中列為「重點考管人員」，雖有升遷，但逢重要敏感的職務或受訓機會，就會受到多般橫阻，因此陳憲良一直關心林正誼的生死。當年台大畢業投筆從戎的陸軍前上校陳憲良，受林毅夫叛逃波及，軍旅並不順遂。他曾在一場演講中批評林毅夫，「是在台灣這個母親的身上捅了很多刀」。前幾年他接受媒體訪問時表示，當年誤傳是他叛逃，他還被軍方找去接受訪問以杜絕傳聞，但確因此案受到牽連不易升遷，後來國防部前部長蔣仲苓派他到中山科學研究院任職才有改善。

## 後續法律事件
1991年5月1日終止動員戡亂時期，但兩岸在軍事上仍處「武力對峙狀態」，中共仍屬「陸海空軍刑法」所定的「敵人」，林毅夫目前仍在「敵陣營」中從事工作，「投敵犯行」應視為「繼續中」。林毅夫1979年服役金門擔任馬山連連長時，游泳到廈門小嶝島，當時軍方僅以失蹤回報。直到1994年確認他已改名，且擔任中共職務，臺方于2002年依「陸海空軍刑法」投敵罪、「刑法」內亂罪，發佈通緝。
2014年6月12日，中華民國監察院通過葉耀鵬與李復甸的調查報告，認為國防部與法務部認定林毅夫投敵為「繼續犯」提出通緝，是侵害人身自由及居住遷徙自由。監察院主張此事為既成犯，聲請大法官會議進行解釋。